# Scheme
Scheme je multiparadigmatski programski jezik. Jedan je od dva glavna dijalekta Lispa i podržava mnogo programskih paradigmi, iako je najpoznatiji po podršci za funkcijsko programiranje. Razvili su ga Guy L. Steele i Gerald Jay Sussman 1970-ih. Scheme je u akademski svijet uveden serijom papira koje se sad referiraju kao Sussmanovi i Steeleovi Lambda papiri. Dva su standarda koja definiraju jezik Scheme: službeni IEEE standard, i de facto standard zvan Revisedn Report on the Algorithmic Language Scheme, gotovo uvijek skraćen kao RnRS, gdje je n broj revizije. Trenutni je standard R5RS, i R6RS je u razvoju.
Scheme filozofija je minimalistička. Scheme omogućava što je moguće manje primitivnih konstrukata i, kad je to praktično, dopušta da sve ostalo bude pruženo u programskim bibliotekama.
Scheme je jedan od prvih Lisp dijalekata koji odabire statički (poznati i kao leksički) djelokrug varijable, mjesto dinamičkog. Također je jedan od prvih programskih jezika koji podržava prvorazredne kontinuacije.

## Vanjske poveznice
- Schemeovci Sveučilišta u Zadru (Odjel za lingvistiku)  Arhivirana inačica izvorne stranice od 7. lipnja 2010. (Wayback Machine)
- PLT-Scheme  Arhivirana inačica izvorne stranice od 5. lipnja 2009. (Wayback Machine)
- Gambit Scheme  Arhivirana inačica izvorne stranice od 29. svibnja 2009. (Wayback Machine)
- Larceny Scheme